# Alva (Florida)
Alva és una concentració de població designada pel cens dels Estats Units a l'estat de Florida. Segons el cens del 2000 tenia 2.182 habitants.

## Demografia
Segons el cens del 2000, Alva tenia 2.182 habitants, 912 habitatges, i 673 famílies. La densitat de població era de 46,9 habitants per km².
Dels 912 habitatges en un 22,7% hi vivien nens de menys de 18 anys, en un 64,9% hi vivien parelles casades, en un 5,9% dones solteres, i en un 26,2% no eren unitats familiars. En el 21,5% dels habitatges hi vivien persones soles el 12,4% de les quals corresponia a persones de 65 anys o més que vivien soles. El nombre mitjà de persones vivint en cada habitatge era de 2,39 i el nombre mitjà de persones que vivien en cada família era de 2,73.
Per edats la població es repartia de la següent manera: un 18,9% tenia menys de 18 anys, un 4,1% entre 18 i 24, un 22,1% entre 25 i 44, un 31,7% de 45 a 60 i un 23,2% 65 anys o més.
L'edat mediana era de 48 anys. Per cada 100 dones de 18 o més anys hi havia 96,1 homes.
La renda mediana per habitatge era de 41.938 $ i la renda mediana per família de 48.073 $. Els homes tenien una renda mediana de 35.300 $ mentre que les dones 25.656 $. La renda per capita de la població era de 24.353 $. Entorn del 5,9% de les famílies i el 7,8% de la població estaven per davall del llindar de pobresa.

## Poblacions més properes
El següent diagrama mostra les poblacions més properes.